# Puissance électrique
La puissance électrique est le taux, par unité de temps, auquel l'énergie électrique est transférée par un circuit électrique. Selon le Système international d'unités, l'unité de mesure de cette puissance est le watt, symbole W, soit l'équivalent de la puissance nécessaire pour transférer uniformément un joule d'énergie pendant une seconde.
L'énergie électrique provient généralement de générateurs électriques, mais peut également être fournie par des sources secondaires telles que des batteries électriques. Elle est fournie aux entreprises et aux foyers (en tant qu'électricité du réseau domestique) par l'industrie de l'énergie électrique par le biais d'un réseau électrique.
L'énergie électrique peut être acheminée sur de longues distances par des lignes de transmission et utilisée pour des applications telles que le mouvement, la lumière ou la chaleur avec un rendement élevé. 